# Красное знамя (политическая ассоциация)
Ассоциа́ция «Кра́сное зна́мя» (Бандьера Росса, БР; итал. Associazione Bandiera Rossa) — политическое течение внутри Ассоциации «Критическая левая». БР является итальянской секцией Воссоединённого четвёртого интернационала.

## История
В период между 1945 и 1948 годами итальянские троцкисты действовали внутри Рабочей коммунистической партии (РКП, Partito Operaio Comunista) как группа Четвёртого интернационала в Италии (Gruppi della IV Internazionale in Italia). В 1949 году из её активистов сформировалась Революционная коммунистическая группа (РКГ, Gruppi Comunisti Rivoluzionari) во главе с Ливио Майтаном. До 1968 года подпольно действует внутри Федерации коммунистической молодёжи Италии — молодёжного крыла ИКП. Многие члены Федерации присоединились к РКГ (например, Андрейна де Клементи, Сильверио Корвизьери и Эдгардо Пеллегрини). Кроме того, в РКГ состояли члены ЦК ИКП — Сильвио Паоличчи и Августо Иллюминати, исключённые из компартии в июле 1966 года. К 1968 году численность РКГ достигла порядка 400 активистов.
В 1968 году начинает открытую политическую деятельность. Организация получает небольшой прирост членов через работу в студенческой и заводской среде. В начале и середине 1970-х годов участвовала в различных предвыборных коалициях, в том числе в рамках блока «Пролетарская демократия» (Democrazia Proletaria). В 1979 году РКГ меняет своё название на Революционную коммунистическую лигу (РКЛ, Lega comunista rivoluzionaria).
После трансформации в 1989 году блока «Пролетарская демократия» в политическую партию, РКЛ вливается в неё в качестве открытой фракции под именем Ассоциации «Красное знамя». В 1991 года Ассоциация вместе с «Пролетарской демократией» участвовала в учреждении Партии коммунистического возрождения (ПКВ). С января 2007 года члены итальянской секции Четвёртого интернационала состоят также в Ассоциации «Критическая левая». Члены БР вышли из ПКВ после выхода из партии Ассоциации «Критическая левая» в январе 2008 года.
После смерти в 2004 году многолетнего лидера организации Ливио Майтана, наиболее заметными фигурами в организации стали Франко Турильятто и Флавиа д'Анжели, являвшиеся тогда депутатами итальянского Сената.

## Издания
В 1948 году в Риме началось издание теоретического журнала «Quarta Internazionale». На смену ему в 1950 году пришёл журнал «Bandiera Rossa». Сначала он также выходил в Риме, затем его издание было перенесено в Милан. В течение всего времени существования двух журналов в их редакцию входил Ливио Майтан. В течение последних лет издания «Bandiera Rossa» в состав его редакции входили также: Лидия Чирилло (Lidia Cirillo), Франко Турильятто, Роберто Фиренце (Roberto Firenze), Сальваторе Каннаво, Рафаэлло Ренцаччи (Raffaello Renzacci), Джанни Ригаччи (Gianni Rigacci), Сальваторе Риччарди (Salvatore Ricciardi), Антонелла Россет (Antonella Rosset), Марко Панаро (Marco Panaro).
В 1966—1968 годах в Риме выходил журнал «La Sinistra». Его издавали Сильверио Корвизьери, Августо Иллюминати, Джулио Савелли и Лучио Коллетти. С журналом также сотрудничал итальянский левый деятель Витторио Фоа. Журнал являлся дискуссионной площадкой троцкистов, геваристов и других альтернативных левых. В 1967 году был также запущен теоретический журнал «Quarta Internazionale», издававшийся в 1967—1968, 1971—1976 и 1980—1986 годах.
В настоящее время ассоциация занимается изданием журнала ассоциации «Критическая левая» «Erre», который начал выходить в 2003 году. Журнал не является исключительно троцкистским, а рассчитан на идеологически более широкую аудиторию.